# Клисура (Фојница)
Клисура је насељено место у Босни и Херцеговини у општини Фојница. Административно припада Федерацији Босне и Херцеговине, односно њеном Средњобосанском кантону. Према попису становништва из 2013. у насељу је било 5 становника, а већинску популацију у насељу чинили су Бошњаци.

## Становништво
По последњем службеном попису становништва из 2013. године у насељу је живело 5 становника, а село је било етнички хомогено са већинском бошњачком  популацијом.
| Националност | 2013. | 1991.       | 1981.        | 1971.        |
| Бошњаци      | —     | 77 (98,72%) | 117 (100,0%) | 164 (98,20%) |
| Срби         | —     | 0           | 0            | 1 (0,59%)    |
| остали       | —     | 1 (1,28%)   | 0            | 2 (1,98%)    |
| Укупно       | 5     | 78          | 117          | 167          |